# Bartolomé Morel
Bartolomé Morel (1504-1579) foi um mestre fundidor de metais espanhol do Renascimento que realizou importantes trabalhos em Sevilla.

## Biografia
Em meados do século XVI já existia em San Bernardo, Sevilha, a Fábrica de Artilharia, embora o edifício atual tenha sido alvo de alterações no século XVIII. A zona de San Bernardo foi escolhida por dispor já de uma indústria de fundição bastante desenvolvida. A família Morel dedicava-se ao negócio da fundição e Juan Morel, e o seu filho, Bartolomé Morel, fabricavam canhões para equipar a frota espanhola, por encomenda da Casa da Contratação de Índias.
Em 1576, Bartolomé Morel foi o responsável pela fundição da estátua de Mercúrio, da fonte da praça de San Francisco, em Sevilha, desenhada por Diego de Pesqueira e Asensio de Maeda. A fonte foi restaurada em 1655 por Pedro Sánchez Falconete. A estátua original desapareceu num motim, em 1712. Em 1716, o canteiro Juan Fernández Iglesias fez uma nova fonte, na qual colocou uma estátua semelhante à original. A fonte que se encontra atualmente na praça é de Rafael Manzano Martos, foi construída em 1974 e é adornada com uma escultura do XVIII.
Morel fundiu também as estátuas de Mercúrio e Neptuno das fontes desenhadas por Pesquera para os jardins do Alcazar de Sevilha.
A sua obra mais famosa é o Giraldillo, que executou entre 1566 e 1568, segundo um modelo de Pesquera. Outros trabalhos importantes realizados para a catedral de Sevilha são o tenebrário, o facistol e vários sinos da Giralda.

## Galeria

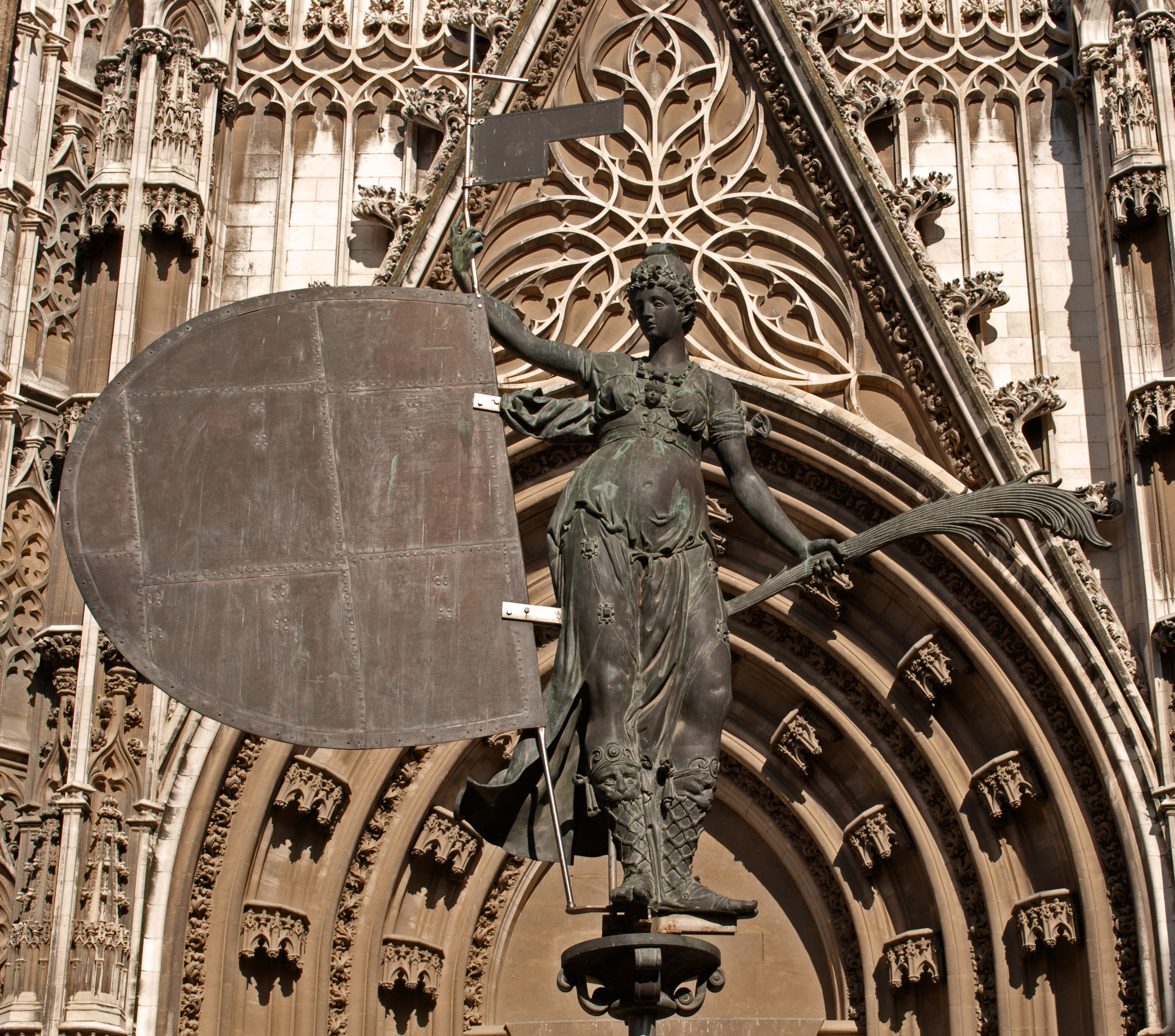
Reprodução do Giraldillo diante de uma das portas da catedral de Sevilha.
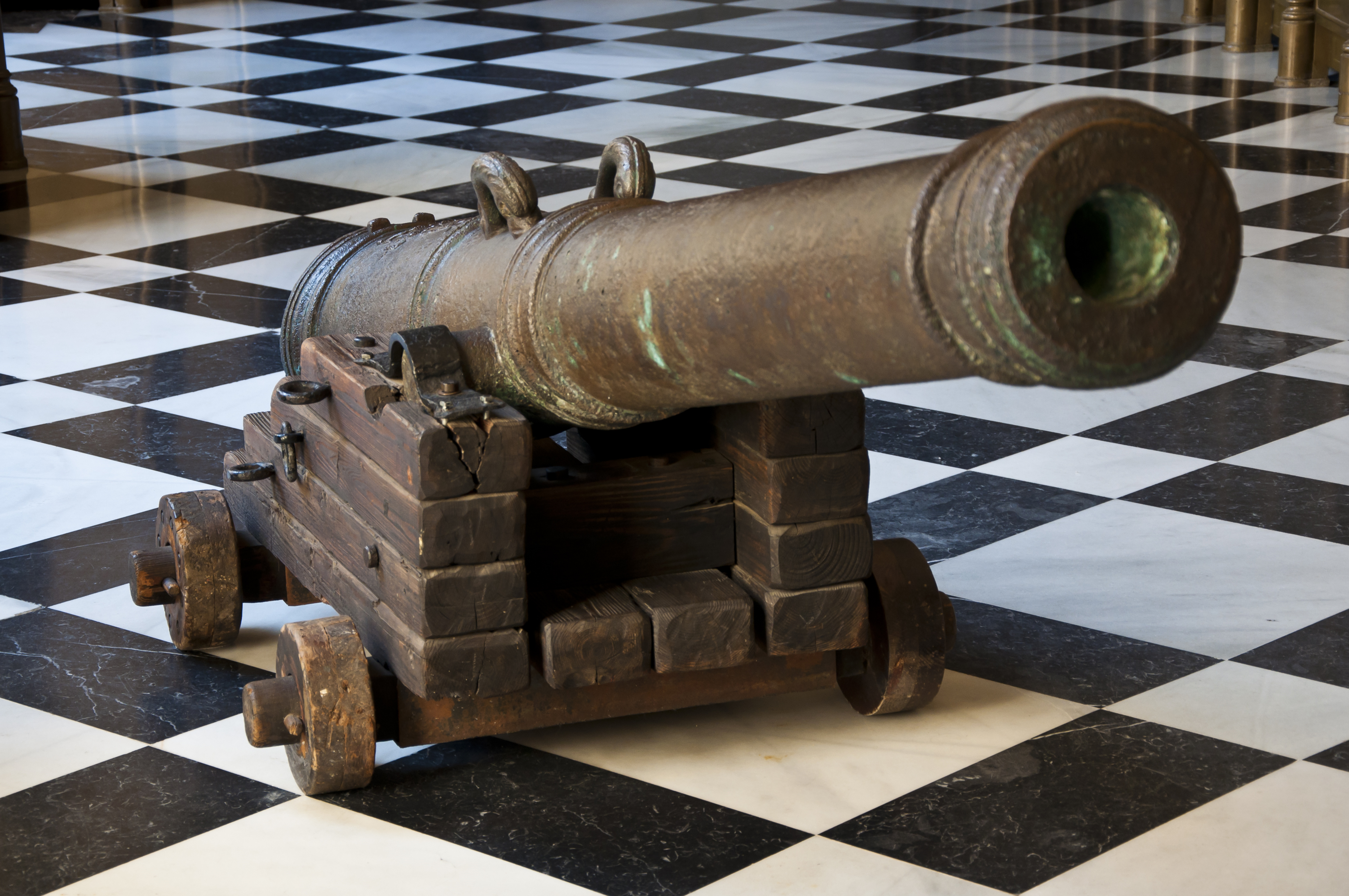
Canhão naval exposto em Sevilha
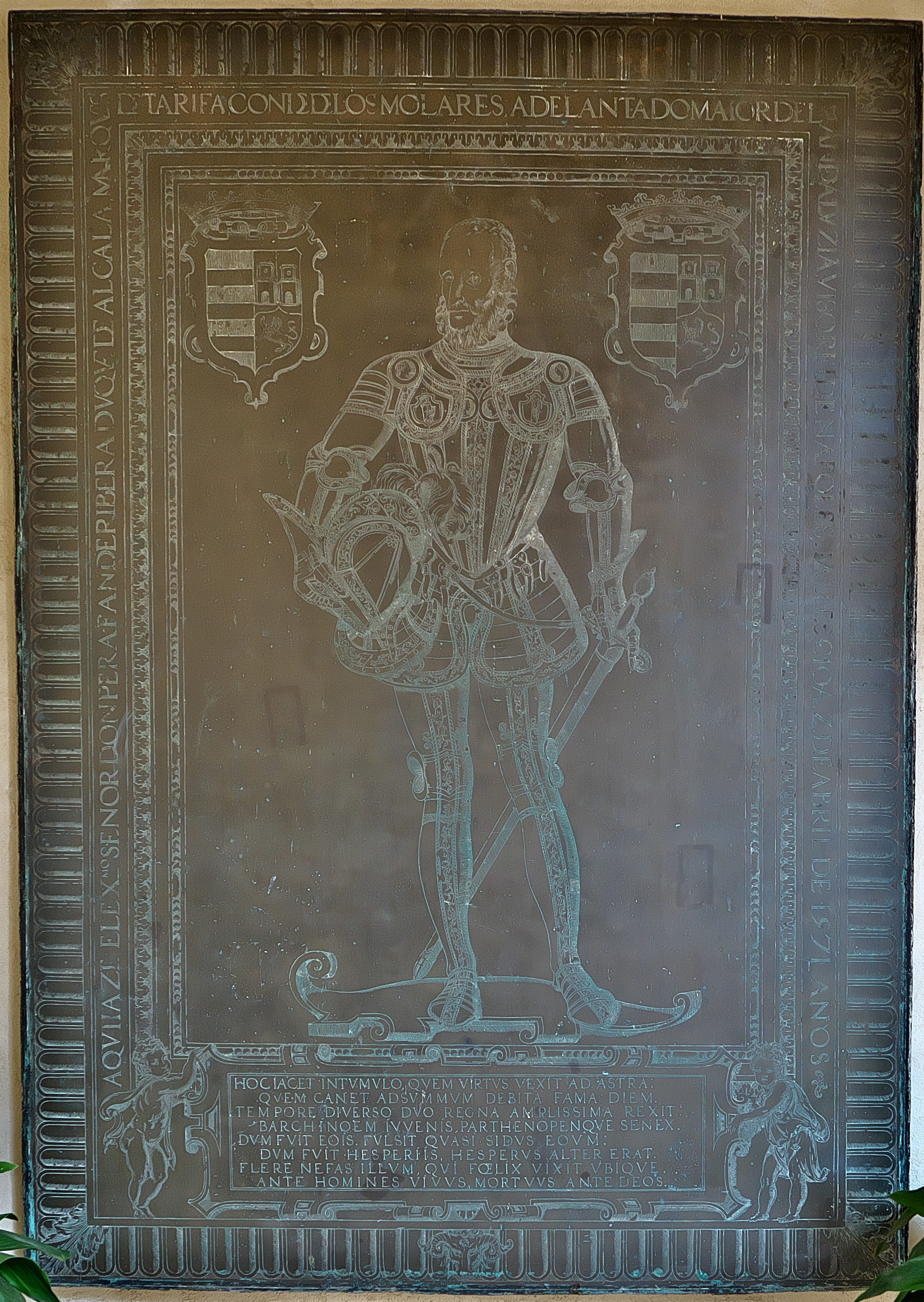
Cartuja de Sevilha.
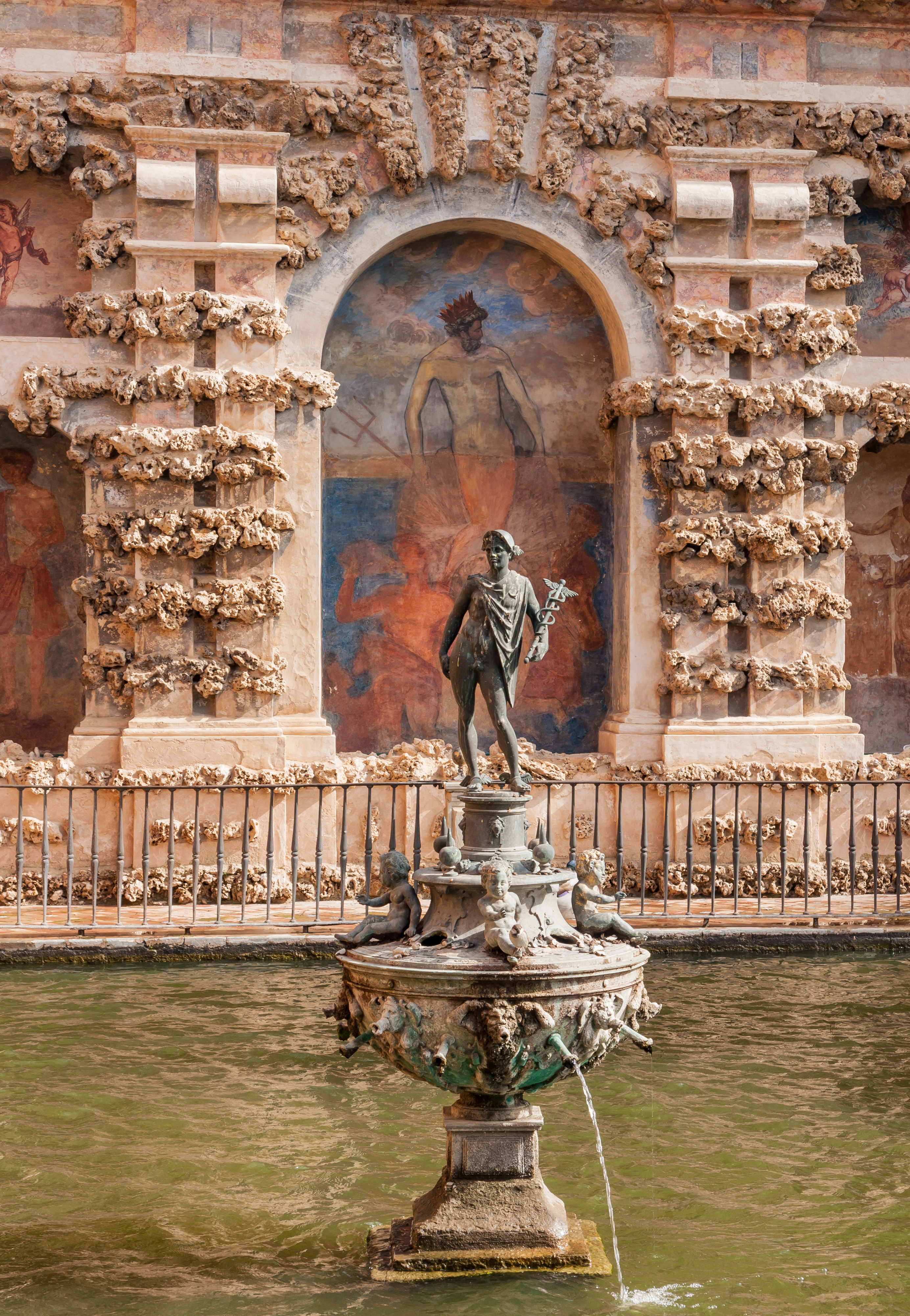
Fonte  de Mercúrio nos Alcazares Reais de Sevilha.
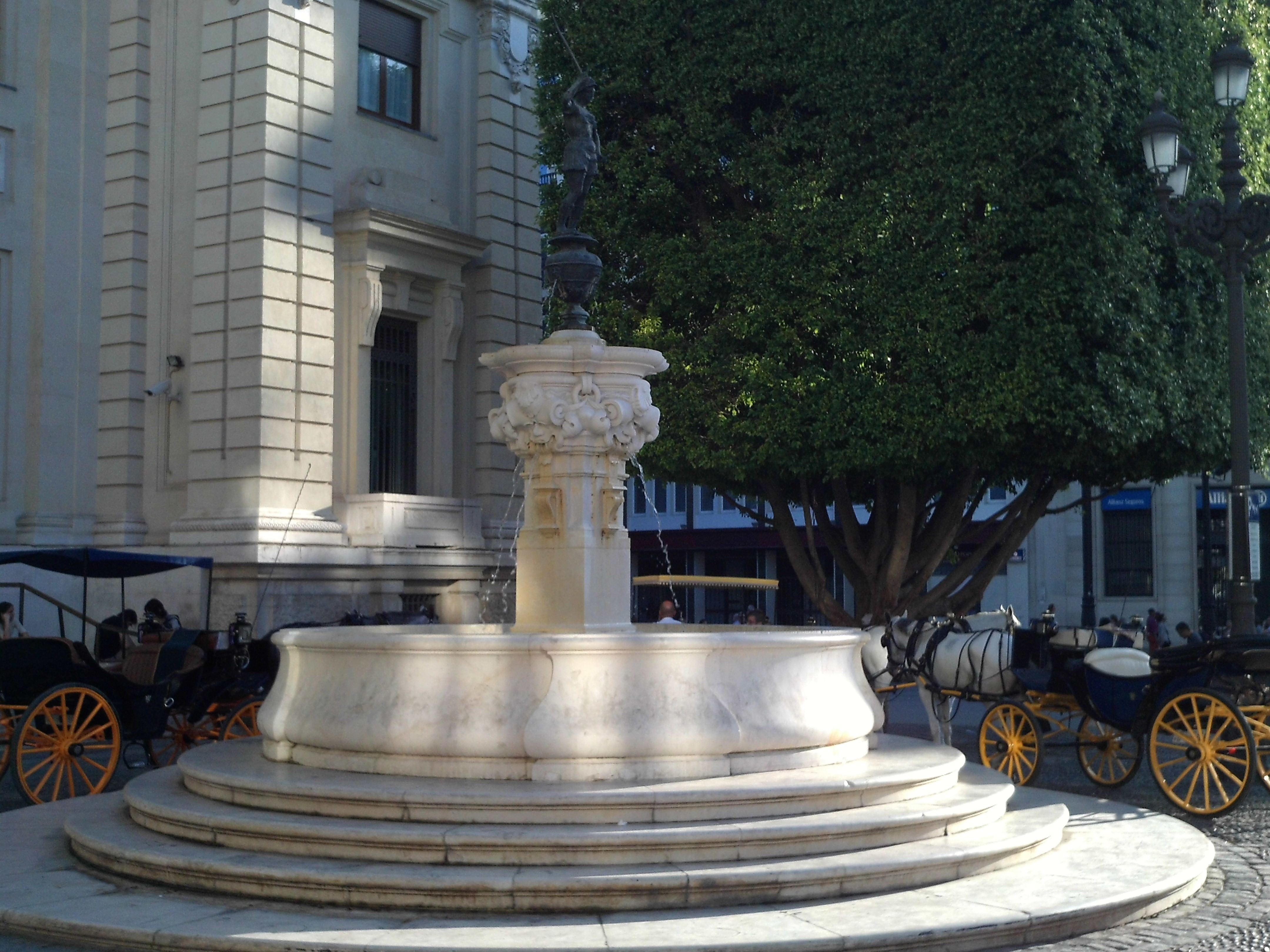
Fonte de Mercúrio na Praça de San Francisco, em Sevilha; a escultura atual é do século XVIII.
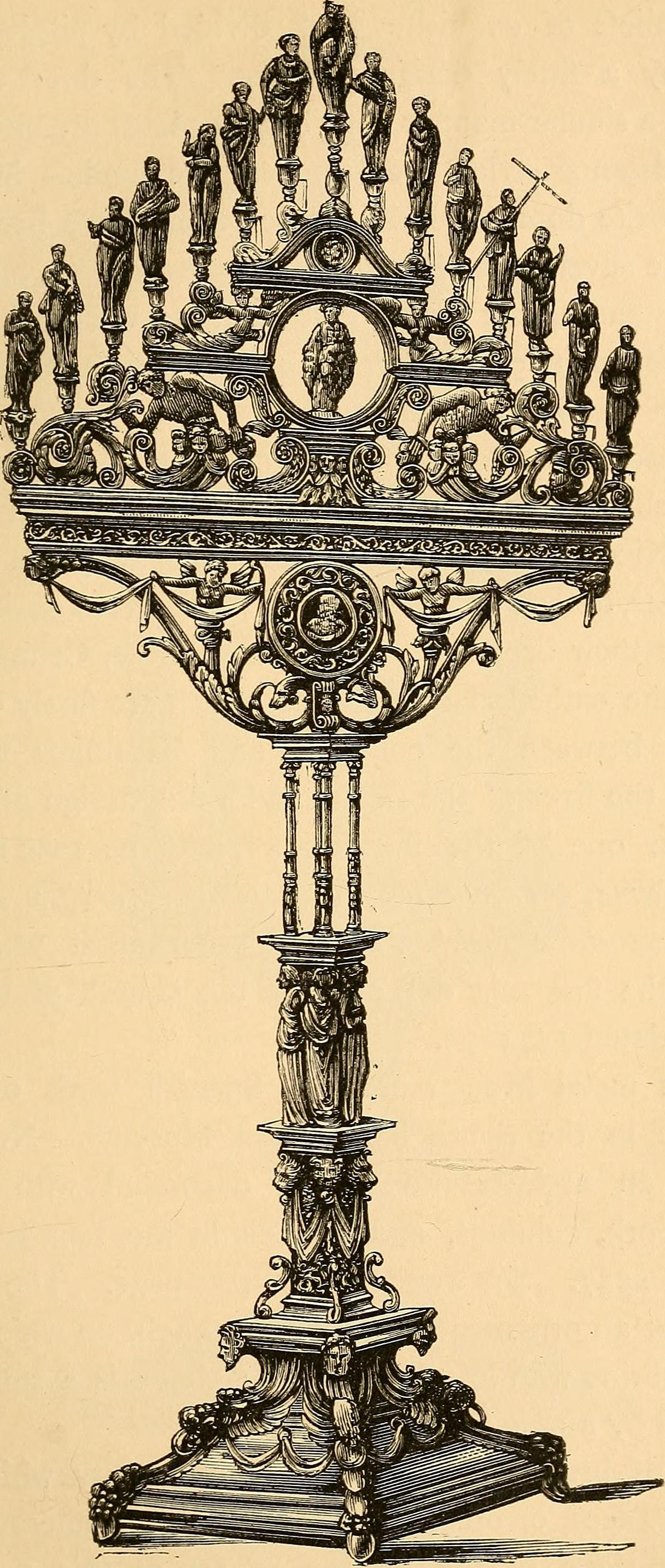
Tenebrário da catedral de Sevilha, em bronze, com 7,80 metros de altura (1562).

## 
1. ↑  Fresco. Web de referencias artísticas. «Morel, Bartolomé»
2. 1 2  IAPH. «Conservación y Restauración: Concierto de Bartolomé Morel para realizar el Giraldillo»
3. ↑  Francisco Morales Padrón. Universidad de Sevilla. (1989). «Historia de Sevilla: La ciudad del Quinientos, Volumen 4»
4. 1 2  Teresa Lafita (1998). Sevilla turística y cultural. Fuentes y monumentos públicos. [S.l.]: Prensa Española D.L. 42-824-1998
5. ↑  S.M., L. «Una fábrica de cañones que fue la envidia de Europa». Consultado em 3 de agosto de 2008